# Classe Akizuki (2010)
Pour les autres classes de navires du même nom, voir Classe Akizuki.
La classe Akizuki est une classe de destroyers lance-missiles de la Force maritime d'autodéfense japonaise construits actuellement dans les chantiers navals de Mitsubishi Heavy Industries à Nagasaki pour les trois premiers, et le quatrième au chantier Mitsui Engineering & Shipbuilding de Tamano.

## Conception
Les quatre nouveaux destroyers lance-missiles sont une amélioration de la classe Takanami.
Ils possèdent tous une  plateforme arrière, avec hangar, pour embarquer un hélicoptère de lutte anti-sous-marine Mitsubishi SH60.

## Les bâtiments
| N° coque | Nom          | Lancement         | Service effectif | Chantier naval | Port d'attache | Photo |
| -------- | ------------ | ----------------- | ---------------- | -------------- | -------------- | ----- |
| DD-115   | JS Akizuki   | 13 octobre 2010   | 14 mars 2012     | ICM Nagasaki   | Yokosuka       |       |
| DD-116   | JS Teruzuki  | 15 septembre 2011 | 7 mars 2013      | ICM Nagasaki   | Sasebo         |       |
| DD-117   | JS Suzutsuki | 17 octobre 2012   | 12 mars 2014     | ICM Nagasaki   | Kure           |       |
| DD-118   | JS Fuyuzuki  | 22 août 2012      | 13 mars 2014     | Mitsui Tamano  | Maizuru        |       |